# のりスタ!
『のりスタ』は、2000年4月5日から2015年3月25日までテレビ東京系列で水曜日 7:30 - 8:00に放送されていた子供向け番組シリーズである。製作会社は小学館プロダクション→小学館集英社プロダクション。
前身番組は『のりもの王国ブーブーカンカン』（1997年4月 - 2000年3月）。後身番組は『トミプラワールド のりのりタイムズ!!』（2025年4月 - (予定)）。
『のりものスタジオ』時代から略称として「のりスタ」が使用されており、正式な番組名としては、2003年4月2日放送開始の『のりスタ！』から用いられるようになった。
2023年7月、のりスタシリーズの公式YouTube『のりスタチャンネル』が開設。のりものに関する「アニメ」「ドラマ」「バラエティ」作品が順次無料公開されている。

## 概要
様々な乗り物を紹介し、子供達の乗り物への興味を高める事を目的に番組をスタートしたが、シリーズ末期にはアニメ中心の番組構成となり、最末期にアニメコーナーが廃止された。主に男児向けコンテンツをメインとした内容だったが、『のりのり♪のりスタ』から『のりスタNEO』までは女児向けの内容も追加して放送された。
キャラクターの声は主に81プロデュースに所属する声優たちが担当していた。

## 沿革
2000年4月より『のりものスタジオ』が放送開始。
2003年4月より『のりスタ！』に改称し、放送開始。上記の通り、当初は乗り物中心の番組構成だった。
2006年4月より『のりスタは〜い！』に改称し、『とっとこハム太郎』のアニメコーナーが新設された。
2008年4月より『のりスタ1・2・3!』と改称し、フジテレビKIDSから権利を獲得した『きかんしゃトーマス』のコーナーを新設した。『きかんしゃトーマス』は話の放送時間が長い為、放送開始当時から放送されてきたダンスなどのコーナーは終了し、アニメーションのみ放送の番組となった。また、『きかんしゃトーマス』はフジテレビ時代からハイビジョンで放送されていた為、当番組もハイビジョン制作に変更された。
2009年4月『のりスタ100%』と改称・リニューアル。2009年10月から、アナログ放送ではレターボックス放送となった。また、11月頃からは各アニメの終了間際で映像にクレジット表示がされるようになった（ハム太郎関連のミニコーナーは除く）ため、エンディングでは表示されなくなった。
2010年4月からは『のりスタピッピー！』に改称・リニューアル。
2011年4月からは『のりのり♪のりスタ』に改称・リニューアル。『きかんしゃトーマス』を終了し、『はっぴーカッピ』と『リルぷりっ』が追加される。9月を以って『はっぴーカッピ』は終了し、10月から『ズーブルズ』と『まみむめもんち』が交互に放送されていた。12月からは『ズーブルズ』を終了し、『のりものたんけんたい』と『マジック・ツリーハウス』のコーナーが追加されている。これにより番組本来の乗り物コーナーが再開された。
2012年4月からは『のりスタMax』に改称・リニューアル。『リボンちゃん』と『パンパカパンツ』等の新コーナーが加わった。
2013年4月からは『のりスタNEO』に改称・リニューアル。「おしえて！ネオきょうじゅ」コーナーがスタート。9月を以って『リボンちゃん』を終了した。
2014年4月からは『のりスタE-ネ！』に改称・リニューアル。のりスタシリーズ完結編である。小学館集英社プロダクションが英語教室「イーコラボ」を展開する事となり、それに伴い、英語を中心とした番組となった。『ロボカーポリー』のアニメコーナーが追加されたが、『ロボカーポリー』は話の放送時間が長い為、2012年4月から放送されてきたアニメや再放送アニメなどのコーナーは終了し、『ロボカーポリー』や英語のコーナーのみ放送の番組となっている。9月を以って『ロボカーポリー』が終了し、シリーズ通して放送されていたアニメコーナーが廃止。10月から吉本芸人が登場する「でぃおげねす騎士団」が開始した。なお『のりスタE-ネ！』の末期は『のりスタ』と題してはいるが、乗り物コーナーが終了したため、乗り物に全く関係無い番組内容となった。

## シリーズの終焉とその後
2015年4月改編でテレビ東京が平日朝7:30 - 8:15の45分枠に生放送の情報ワイド『チャージ730!』を立ち上げる事が決まったため、『のりものスタジオ』時代から始まった一連の『のりスタシリーズ』は2015年3月をもって15年の歴史に終止符を打つ事になった。
2025年4月にタカラトミー制作の『トミプラワールド のりのりタイムズ!!』が放送開始され、乗り物を扱う番組が10年ぶりに復活した。

## シリーズの変遷
| 期間                  | タイトル           |
| --------------------- | ------------------ |
| 2000年4月 - 2003年3月 | のりものスタジオ   |
| 2003年4月 - 2006年3月 | のりスタ！         |
| 2006年4月 - 2008年3月 | のりスタは〜い！   |
| 2008年4月 - 2009年3月 | のりスタ1・2・3!   |
| 2009年4月 - 2010年3月 | のりスタ100%       |
| 2010年4月 - 2011年3月 | のりスタピッピー！ |
| 2011年4月 - 2012年3月 | のりのり♪のりスタ  |
| 2012年4月 - 2013年3月 | のりスタMax        |
| 2013年4月 - 2014年3月 | のりスタNEO        |
| 2014年4月 - 2015年3月 | のりスタE-ネ！     |

## シリーズのキャラクター
声はキャラクターの声優、演は演じた俳優。不明なキャラは表記なし。

### 番組放送終了時点で登場していたキャラクター
ハルカ
演 - 春香クリスティーン
スイスからやってきた女性。トークンと交流している。
トークン
声 - 田野アサミ
水色の消しゴムの男の子。さまざまな英語を語るため、ハルカと交流している。好きな食べ物はハムエッグ。
ネオきょうじゅ
声 - 平川大輔
世界のあらゆる本がそろう図書館の館長。世の中の不思議や疑問を分かりやすく教えてくれる若き教授。一人称は「私」。
一見シュッとしたイケメンだが、ちょっとドジな一面も。好きな食べ物はドーナツだが、いつもはてなちゃんとなんでくんに食べられてしまう。
ヘンリー
ネオきょうじゅが飼っているハリネズミ。

### 過去に登場したキャラクター

#### 2000年度 - 2002年度
ひゃっぽ
声 - 千葉千恵巳
『のりものスタジオ』の主人公。地球から400光年離れた小さな星・のりーぽん星の王子。オレンジ色の体がトレードマークの男の子。挨拶は「おーはー！ ぼくひゃっぽ！」。うれしいと「ひゃっぽーい！」、感激すると「かっこよし〜！」、驚くと「マジで!?」「びっくりくりっく〜！」と言うのが口癖。友達思いの真面目で優しい性格だが、ドジでど忘れの多いボケ役である。また、のりーぽん星人は具合が悪くなるとおでこに「風邪」などの文字が浮かび上がる。
年に一度運転される宇宙バスで地球にやって来たが、母親との約束を破り、デパートで遊んでいて宇宙バスに一人だけ乗り遅れたところをハンドルくんと出会い、またのりーぽん星に帰れるような乗り物を探している。2001年4月4日放送の「さよならひゃっぽ？」にて母親と再会し、じゅっぽの改造した宇宙バスでのりーぽん星に帰ろうとするも、バスが重量オーバー（宇宙バスは一人乗りだった）だったため、結局はじゅっぽと共に母親に置き去りにされる形で離れ離れになってしまった。それから一度はハンドルくんたちを連れてのりーぽん星へ帰ろうとしたものの、バスが電池切れだったため、結局地球へ戻ってしまったが、『のりものスタジオ』最終回にて再度じゅっぽが直した宇宙バスでハンドルくんたちも乗せてのりーぽん星へ帰って行き、番組のリニューアルに伴い番組を卒業した。苺ジャムが好物。「五十歩百歩」の百歩が由来。
ハンドルくん
声 - 山崎依里奈
ハンドル族の少年。紫色のひょうたん型の身体で頭に青いハンドル、胸に初心者マークが付いている（大人になると違うマークになるらしい）。挨拶は「オッス！ オイラハンドル！」。語尾に「ラセラ」「なのら」をつけて話す。うれしいと「プップップ〜！」「パラリラパラリラ〜！」と言うのが口癖。おとぼけでのんびり屋だが、ひゃっぽよりは常識人でツッコミ役でもある。
あくびをすると手足が伸び、その長さは3,000 mもある。背中には折りたたみ式の椅子がついており、500 kgの重さまで耐えられる。高所恐怖症。ひゃっぽがデパートの屋上にある乗り物と勘違いして乗ったことで出会った。父親（声 - 平野俊隆）はF1レーサー。豆腐が好物。ピーマンが嫌い。家が狭い。
じゅっぽ
声 - おみむらまゆこ
ひゃっぽの弟。水色の体と前髪がトレードマーク。電話型のUFOに乗っている。年齢はまだ赤ん坊であるため「でしゅ」が口癖。一人称は「ぼく」。へにょろうの飼い主でもある。
一方でIQ1500の天才少年で宇宙バスを設計・改造（それまで往復1週間かかっていたのりーぽん星・地球間の所要時間を往復5時間に短縮したが、その代わりバスは1人乗りだったため、2人以上乗ると重量オーバーになる）するほどのメカニック技術の持ち主でもある。おむつにはエアバックが内蔵されている。初登場してからはいつもの番組の最後において先ずは兄のひゃっぽが「それじゃみんな、」と言った後はハンドル君と一緒に「バイチョロリ〜ン！」とポーズを取りながら言った後に背後からUFOに乗った状態で横から現れ、無意味な一言（その日の放送によって様々）で締め括っていた。「五十歩百歩」の十歩が由来。
じゅっぽのUFO
じゅっぽの乗り物で地球で言うところのベビーカーである。電話の形をしており、実際の電話のように相手と会話が可能。
ハンドルじいさん
声 - 平野俊隆
ハンドルくんの祖父。黄緑のひょうたん型の身体で茶色いハンドル、高齢者マークで左手に杖を持っている。江戸っ子口調でひゃっぽを「しゃっぽ」と呼ぶ。「だのだ」が口癖。のりもの大学の先生。自称「のりもの博士」で乗り物に詳しいが、たまに解説の最中に冗談や法螺話を言ってひゃっぽ達に突っ込まれることも多い。
都合が悪くなると「用事を思い出したからもう帰るのだ〜！」とごまかしながら逃げ出すのがお約束。時々、お土産を買い忘れて乗り遅れる場合もある。カツラを被って登場することもある。皿うどんとわかめが好物。若い頃はモテモテだったらしい。
ドン・ファン
声 - 鈴木琢磨（CG） → 演 - 笠原竜司
愛の舞踏家。『のりものスタジオ』時代から継続して出演。新幹線500系電車をモチーフにしたヘルメット（初期の頃は素顔だった）を被っており、筋骨隆々で身体能力も高い。当初はCGキャラだったが、『のりものスタジオ』2年目から全国の子供達と踊るため実写キャラが登場する。
愛のビームで高速移動ができる。牛乳が大好きで、元気がなくなっても牛乳を飲めばたちどころに復活する。背中に書いてある文字も「牛乳」である。神様からもらった蔦の絡まったホルン「ドンペット」を吹きながら移動したり、「アイ！アイ！アイ！アイ！」と手拍子を打ちながら登場する。一人称は「あたし」、語尾に「…（で）マッチョ」「…マッスル」と付ける癖があり、少しオカマ口調な所がある。好きな言葉は「愛」。
『は〜い』以降からゴールドになっている。何回か『おはスタ』に出演したことがある 。
銃テーム（じゅうテーム）
ハンドルくんがドンファンを呼び出すために使う道具。ただし、ドンファンを呼ぶ子供たちの声に反応して別の場所へワープする場合も多い。ハンドルくん曰く「たまたま拾った」らしい。
ドンペット
ドンファンがピーポーの神様からもらったホルン。吹くと花を咲かせたり、若返らせることができる。ただし、逆に吸うと効果も逆になってしまう。
のりもロボV
声 - 宇垣秀成
『出前発進のりもロボV』の主人公。パトカー、救急車、クルーザー、新幹線、消防車、ショベルカー、ブルドーザー、ジャンボジェット、スペースシャトルが合体したロボ。「手作り合体のりもロボ」で初登場した時はろくに言葉を喋らず「ダース！」としか言えなかったが、後の「出前発進のりもロボV」ではちゃんと喋れる様になる。日々ヒカリと共にサカサマ団と戦っている。後にヒカリと一緒にガリモジャ先生主催のクイズコーナー「クイズ！ほんものどっちっチ？」にも登場。様々な必殺技を繰り出す。
ヒカリ
『出前発進のりもロボV』の準主人公。普段はラーメン屋を営んでるがサカサマ団が現れるとのりもロボと共に駆けつける。後にのりもロボと一緒に「クイズ！ほんものどっちっチ？」にも登場。
ヒトツバシはかせ
　演 - パンチユーホー
「すすめ！てづくりはかせ」のコーナーではオリジナル工作の手作りを子ども達と作っていた。助手のパンチくんと共にする「わちにんこ！」が挨拶。「出前発進のりもロボV」ではヒカリとのりもロボの二人にサカサマ団の悪事を止めるべく出動させる。
パンチくん
ヒトツバシ博士の助手。時にはジャマをするらしい。途中から外国に旅立っていった。
サカサマ団
演 - ダイノジ（1号：大谷ノブ彦、2号:大地洋輔）
逆さまなことをして人々を困らせる集団。1号は強気で短気、2号は弱気で内気。
逆さまラーメンと言う自称高くて不味いラーメンの屋台販売をしているが全く売れてない。行動も常識外れな物が多い。「何様だ！」と尋ねられると「逆さまだ！」と答える。
ボスがいるらしいが自分たち部活の失敗に因み、間違いである事を指摘された為に逆ギレして1号と2号をお仕置きした。
「クイズ！ほんものどっちっチ？」と言うガリモジャ先生主催のクイズコーナーにも登場し、ガリモジャ先生の名前を自分らで命名した。
ステハニ―
声 - 鶴野恭子
ハンドルくんのガールフレンド。知りたがり屋のおしゃまさん。三つ編みにピンクのハンドル、花のマークとチェックのスカートを履いている。背中の椅子にはクッションが付いている。一人称は「あたし」「ステちゃん」。
ステハニーの花占い、花言葉のコーナーもあった。ひゃっぽが好きで、ドンファンとニンジンが嫌いらしい。
おはニン
声 - 熊谷ニーナ
中盤にてお便りコーナーにして登場した、緑色の忍者衣装を着たおはがき忍者。最初は一人だったが、2002年度から兄弟である赤・青・黄・ピンクが加わり、5人（五つ子忍者5ニン）に増えた。5人兄弟の三男（兄妹が登場する前は、姉が1人いるという設定だった）。ひゃっぽから正体は誰なのかと聞かれているが本人は内緒にしている。
カエルのつくば55・鳩・鯉のアライという3機の動物メカに乗っている。10分で500枚もはがきを分けるのが得意。かっぱ巻きと味噌汁（主に赤6、白4の合わせ味噌）が好物。
あかニン
声 - 鈴木琢磨
長男。鉄火巻きが好物。
あおニン
声 - 宮田幸季
次男。かんぴょう巻きが好物。
きいろニン
声 - 永野広一
四男。玉子巻きが好物。
ピンクニン
声 - 山崎依里奈
長女。末っ子。ガリが好物。
ブロンコ
声 - ミック・ボンド
英語のコーナーに登場するスタン・ハンセンをデフォルメしたような見た目の男。アメ車に乗っているが非常に騒がしい性格でいつも乱暴運転しては事故を起こしている。
ひゃっぽに質問されると出鱈目な答えをする。場を去る時にはいつも「この刈り上げー！」や「この稲荷寿司ー！」と叫んで車を発進させる。キャンディちゃんが彼女になってからはいつもの騒がしさから丸くなる。
ミスター・コンコルド（コンドウさん）
声 - ミック・ボンド
英語のコーナーに登場するコンコルドの男性。独身らしい。ひゃっぽ達からは「コンドウさん」と呼ばれており、その度に「NO! I'm Concorde!」と訂正する。去り際に発射してひゃっぽ達が熱がるのがお約束。一度、ひゃっぽ達に本名で呼ばれた時には喜んでいたが、去り際で再び「バイバイ、コンドウさん」と呼ばれた時はショックを受けていた（この時もひゃっぽ達は熱がっていた）。
途中旅に出ることを宣言して、ブロンコに交代した。
ブロンコとは知り合いで、一度だけ彼と共演した時（電話越しで）にひゃっぽ達から懐かしがられていた。
ロケット夫人
算数のコーナーに登場するロケットの夫人。「ごきげんよう、皆さん」と挨拶し、様々な物の数え方（カエル＝何匹、友達＝何人）を教えて最後は「それでは皆様、ごきげんよ〜！」と飛び去っていく。
キャンディ
ブロンコのガールフレンド。ピンクの髪にキャンディの髪留めをした女の子ドライバー。
ブロンコに惚れており、「さすがブロンコさん、なんでも知ってるのね」とキスする。
しんごう3きょうだい
声 - 宮田幸季（赤）、山口隆行（黄）、永野広一（青）
信号の3兄弟で色ごとに顔つきや性格が違っている。ガードレール4にんしゅうとは従兄弟同士。
赤は怒り顔で年寄り臭い口調、黄は普通の顔で丁寧な口調、青は笑顔で爽やかに喋る。
ガードレール4にんしゅう
ガードレールに顔出しパネルのように顔を出した4人組。
アイキャッチ担当でそれぞれ一人ずつ「の・り・ス・タ」と言って最後は4人全員で「のりスタ！」と言う。
ひゃっぽのママ
ひゃっぽの母親でのりーぽん星の女王。外見はひゃっぽに似ているが頭身が高く、ピンク色の体で頭に冠を被っている。ひゃっぽと離れ離れになっており、ことあるごとにひゃっぽとすれ違っている。
一度はひゃっぽと再会できたものの、じゅっぽの改造した宇宙バスの重量オーバーが原因でひゃっぽとじゅっぽがバスから降りたところ、バスの扉が自動で閉まり発車してしまい、結局は不本意ながらもひゃっぽ達を置き去りにしてのりーぽん星に帰ってしまった。最終回では電池式の宇宙バスでひゃっぽとじゅっぽを迎えに来た。
ハンドルキング
ハンドルくんを初めとするハンドル族の英雄。はるか昔、ハンドル族はハンドルではなく車を乗せていたが、ハンドルキングの提案によってハンドルを乗せるようになり、いわゆるハンドル革命となったという。今は銅像となっている。
へにょろう
声 - 佐藤まさよし
関西弁を話す宇宙動物で、緑色の体と大きな耳がトレードマーク。のりーぽん星のペットで乗り物のことを調べるために地球に降りたが飼い主のじゅっぽと離れ離れになってしまった。泣き虫な一面もある。特定の人や物を舌で舐めると、好物などその特徴を知ることができる。頭の角を握られるのが苦手で、握られると叫ぶ。また、小柄であるため抱きつかれるだけで骨折するほど。乗り物のことを調べ終わるとメモに書くのが習慣となっている。後にサカサマ団の一員となり、悪事を働くようになってしまう。
基本パペットで登場するが、CGで登場する場合もあった。たこ焼きが好物。
ゆみこお姉さん
演 - 清水香里
のりものカメラマン。明るい性格だが、ちょっとそそっかしいところもある。
腕に付けている通信機で、ハンドルじいさんと会話が可能。バッグの中には望遠鏡が入っている。アイスクリームが好物。
写真コンクールで応募したへにょろうとのツーショット写真が見事入選し、アメリカ留学のためへにょろうと別れた。
たなか
演 - たなかえり
のりもの大学の生徒で落ちこぼれ。海外へ留学したゆみこお姉さんに代わって登場。活発でおてんばだが、機械音痴で字が下手。
電話機型の通信機で、ハンドルじいさんと会話が可能。
働く車に関する課題で見事100点を取り、のりもの大学卒業が確定したためへにょろうと別れた。
つるまる
声 - 根本圭子
音楽のコーナーに登場する、パペットのキャラクター。水色の体と頭に乗せたパトランプがトレードマーク。「おはめろ〜！」が口癖。本人曰く、名前は「つるつるでまるいから〝つるまる〟。」と言うのが由来である。
ガリモジャ先生
演 - カムジー先生（かむらまさはる）
音楽のコーナーに登場する、音楽の先生。自身が主催するクイズコーナー「クイズ！ほんものどっちっチ？」から初登場。名前の通り、ガリガリに痩せたモジャモジャ頭の男性で、見た目をきっかけにサカサマ団からそう名付けられた。最初はカムジー先生本人が扮する形で登場していたが、途中からパペットに変更された。

#### 2003年度以降
メットくん
声 - 下屋則子
番組メインキャラ。トレードマークの赤いヘルメットを頭に被っている男の子。いつもハンドルを持ち歩いている。エコちゃんとは恋仲。「だじょ」が口癖。初期の頃は長台詞を言うイモコンにツッコミを入れていたが、エコちゃんに代わってからはボケ役になっておりエコちゃんに突っ込まれるようになっていた。乗り物が大好きだが、乗り物には詳しくないようで、エンジンくんが出すクイズも不正解ばかりしている（偶然で当てる場合もある）。味噌汁とステーキが好物。
プロペイ
声 - 比嘉久美子
メットくんのペット。頭のプロペラで空を飛ぶことができる。「プロペイ」としか喋れない。
エコちゃん
メットくんのガールフレンド。白いヘルメットを被っている。乗り物を愛する気持ちはメットくんにも負けない。途中からイモコンに代わるツッコミ役となり、冒頭とお便りコーナーにてメットくんがボケるたびに「…ってそんなわけないでしょう！！」とツッコミを入れるのが定番となっていた。
ブータ
エコちゃんのペットの豚。手足がタイヤになっている。「ブヒー」としか喋れない。
イモコン
声 - 石村知子
リモコンの形をしている。お喋りで気が強いカーナビ兄さんの妹。体のボタンでカーナビ兄さんの画面を変えることができる。冒頭で長台詞を言うたびにメットくんに突っ込まれている。逆にカーナビ兄さんが食べ物の洒落を言ったり、はがきと違う映像を出すなどボケるたびにツッコミを入れている。
カーナビ兄さん
声 - 佐藤まさよし
カーナビの形をしているイモコンの兄。カーナビによって映像を映し出すことで司会進行をする。翼とジェット噴射で空を飛ぶこともできる。とぼけた性格で、冒頭でメットくんから「カーナビ兄さんは何が好きなの？」と質問されると「〇〇が食べた〜い！」と食べ物に関する洒落を言ったり、視聴者からのはがきを紹介する際に「はがき、はがき〜」としゃべりつつはがきと間違えて何かをモニターに出したりしている。これに対しイモコンは「ちょっと兄さん！なにこれ！」と言うと、「いっけねぇ！はがきと間違えて○○（間違えて出したもののイラストや写真や動画）出しちゃった！」と言う。これを知ったメンバーは必ずズッコケ、そして改めてはがきを表示するのがお約束の流れだった。
エンジンくん
声 - 宮田幸季
メットくんの友達。エンジンとキャタピラが特徴の男の子。博識だが算数が苦手。「であります！」が口癖。「のりものブックのりブー」にて乗り物の解説を担当。ダッシュの仲間を紹介したこともある。
ジャンボたかし
メットくんの友達。ジャンボジェットの男の子。
くれくれクレーン
メットくんの友達。鼻がクレーンになっている。
ランプン
メットくんの友達。いつも怒ってばかりいるパトランプ。
ポコポン
メットくんの友達。船に乗っているタヌキ。
マルシャ
メットくんの乗り物。水色の丸い車体が特徴。
リズミー
演 - 佐倉真衣
はるばるリズミー星から、地球の子供達にダンスの楽しさを伝えにやって来た女の子。
でぃーボーイ
『冒険！でぃーボーイ』の主人公。ナンジャ博士（声 - 平野俊隆）から指令を受けて、「しるしるぼうけん王」を目指す少年・マナブくんと一緒に様々な世界を冒険し、謎を解くが失敗して叱られるのが定番。途中からカーナビ兄さんに代わって司会を担当するが、CGキャラであるため映像のみの登場である。「だディー」が口癖。
べいやん
演 - 並木伸一
ドン・ファンの弟子。ブルドーザーのようなぽっちゃり体型のロボット。寒いギャグと温かいごはんをこよなく愛する。語尾に「べい」を付けて話す。また、初期の頃は口部分にフットボールのヘルメットのようにフェイスガードを付けていた。
ダッシュ
声 - 比嘉久美子
番組内アニメコーナー「スーパートレインがんばりダッシュ」の主人公。「トレインシティ」に住む電車の男の子。立派なトレインドクターになるため修行中。がんばり屋だがドジ。おイモが大好き。一人称は「僕」で、語尾に「ダッシュ」をつけるのが口癖。また、こまちちゃんに好意を寄せているが、気づいてもらえない。
基本的にCGで登場するが、実写では着ぐるみとして登場することがあり、この時は直立した姿で顔が前向きになり手足も生えている。
うまみ〜
演 - さとう里香
お弁当が大好きな女の子。完成したお弁当をつまみ食いして、べんとうベンに言い寄られたところを歌って誤魔化し、突っ込まれることも多い。
がっきーずー
楽器になった動物のキャラクターのバンド（シシマイク、ハーブー、プーちゃん、メロにゃん、メトロけん、ピョンバリンなど）。
ハム太郎
声 - 間宮くるみ
番組進行役として、『のりスタは〜い！』から『のりスタMax』まで登場。2011年4月に『とっとこハム太郎 でちゅ』が放送開始した後も続投していたが、2013年3月の『のりスタMax』で最終回を迎えた為､『のりスタNEO』では出番が少なくなり､『のりスタE-ネ！』には登場しなかった。
はてなちゃんとなんでくん
声 - 藤田昌代（はてなちゃん）、多田このみ（なんでくん）
『のりスタNEO』のみに登場した双子の姉弟。不思議や疑問を見つけると、ネオきょうじゅの図書館へとやってくる。なんでくんが可笑しな事を言ったらはてなちゃんがツッコミを入れる。

## 変遷
| 担当       | 出演者（のりものスタジオ/2000年度）                                           |
| ---------- | ----------------------------------------------------------------------------- |
| MC         | ひゃっぽ/ハンドルくん/ドン･ファン                                             |
| レギュラー | ステハニー/ハンドルじいさん/しんごう3きょうだい/ミスター・コンコルド/ブロンコ |
| アニメ     | ボブとはたらくブーブーズ                                                      |
| ドラマ     | おもちゃ大陸プトラパトラ                                                      |

| 担当       | 出演者（のりものスタジオ/2001年度）                      |
| ---------- | -------------------------------------------------------- |
| MC         | ひゃっぽ/ハンドルくん                                    |
| レギュラー | じゅっぽ/ステハニー/ハンドルじいさん/しんごう3きょうだい |
| コーナー   | ドン･ファン/サカサマ団                                   |
| アニメ     | ボブとはたらくブーブーズ/ミラクルクレヨンのクレヨンまる  |

| 担当       | 出演者（のりものスタジオ/2002年度） |
| ---------- | ----------------------------------- |
| MC         | ひゃっぽ/ハンドルくん               |
| レギュラー | ハンドルじいさん                    |
| コーナー   | ドン･ファン/サカサマ団              |
| アニメ     | ボブとはたらくブーブーズ/ZoomZoo    |

| 担当       | 出演者（のりスタ！/2003年度）                             |
| ---------- | --------------------------------------------------------- |
| MC         | メットくん                                                |
| レギュラー | プロペイ/エコちゃん/ブータ/エンジン君                     |
| コーナー   | ドン･ファン                                               |
| アニメ     | ボブとはたらくブーブーズ/スーパートレインがんばりダッシュ |

| 担当       | 出演者（のりスタ！/2004 - 2005年度）                 |
| ---------- | ---------------------------------------------------- |
| MC         | メットくん                                           |
| レギュラー | プロペイ/エコちゃん/ブータ/エンジン君                |
| コーナー   | ドン･ファン/べいやん/ダッシュ/リズミー<2005年度のみ> |
| アニメ     | ボブとはたらくブーブーズ                             |

| 担当       | 出演者（のりスタは〜い！/2006年度）                |
| ---------- | -------------------------------------------------- |
| MC         | ハム太郎                                           |
| レギュラー | ドン･ファン/べいやん                               |
| コーナー   | ダッシュ                                           |
| アニメ     | ボブとはたらくブーブーズ/とっとこハム太郎 は〜い！ |

| 担当       | 出演者（のりスタは〜い！/2007年度）                |
| ---------- | -------------------------------------------------- |
| MC         | ハム太郎                                           |
| レギュラー | ドン･ファン                                        |
| コーナー   | うまみ〜/べんとうベン/がっきーずー                 |
| アニメ     | ボブとはたらくブーブーズ/とっとこハム太郎 は〜い！ |

| 担当   | 出演者（のりスタ1･2･3!/2008年度）           |
| ------ | ------------------------------------------- |
| MC     | ハム太郎                                    |
| アニメ | ボブとはたらくブーブーズ/きかんしゃトーマス |

| 担当   | 出演者（のりスタ100%/2009年度）                                                    |
| ------ | ---------------------------------------------------------------------------------- |
| MC     | ハム太郎                                                                           |
| アニメ | ボブとはたらくブーブーズ/きかんしゃトーマス/チェブラーシカ あれれ？<2009年10月 - > |

| 担当   | 出演者（のりスタピッピー！/2010年度）        |
| ------ | -------------------------------------------- |
| MC     | ハム太郎                                     |
| アニメ | きかんしゃトーマス/とっとこハム太郎 は〜い！ |

| 担当   | 出演者（のりのり♪のりスタ/2011年度） |
| ------ | --- |
| MC     | ハム太郎 |
| アニメ | はっぴーカッピ< - 2011年9月>/リルぷりっ/ズーブルズ<2011年10月 - 11月>/マジック・ツリーハウス<2011年12月 - >/まみむめもんち<2011年10月 - >/とっとこハム太郎 は〜い！ |

| 担当     | 出演者（のりスタMax/2012年度）             |
| -------- | ------------------------------------------ |
| MC       | ハム太郎                                   |
| コーナー | ハムさんちゅう                             |
| アニメ   | まみむめもんち/パンパカパンツ/リボンちゃん |

| 担当       | 出演者（のりスタNEO/2013年度）                           |
| ---------- | -------------------------------------------------------- |
| MC         | ネオきょうじゅ                                           |
| レギュラー | はてなちゃん/なんでくん/ヘンリー<2013年10月 - >          |
| アニメ     | まみむめもんち/パンパカパンツ/リボンちゃん< - 2013年9月> |

| 担当       | 出演者（のりスタE-ネ！/2014年度）                            |
| ---------- | ------------------------------------------------------------ |
| MC         | ハルカ                                                       |
| レギュラー | トークン                                                     |
| コーナー   | ネオきょうじゅ/はてなちゃん/なんでくん/ヘンリー/コトリサンバ |
| アニメ     | ロボカーポリー< - 2014年9月>                                 |

## 各シリーズのコーナー

### シリーズの主なコーナー
ドン・ファンとおどろう！
ドン・ファンが全国の幼稚園などで園児と一緒にダンスをするコーナー。2007年12月5日放送分でドン・ファンと一緒に踊った子供の数は7万人を超えた。
ダンスに使用する曲は『世界はピーポー』。テンポが非常に速く番組開始当初は踊りについていけない子供達が多かったため、アップテンポな『超無限大MIXバージョン』からスローなテンポの『フィーバーVer』が使われるようになった。2006年4月からは『世界はピーポー（は〜い！Ver.）』（歌・りゆ&のりあ）となっている。また、CD「ドン・ファンと踊ろう！」が発売されている。
みんなのハムスターずかん
視聴者が飼っているハムスターを、ハム太郎とリボンちゃんが紹介するコーナー。『のりスタ1・2・3!』から『のりスタピッピー！』まで放送。『のりスタ1・2・3!』時代は映像で紹介されていたが、以降は写真のみでの紹介。2011年4月より『とっとこハム太郎 でちゅ』内に移転した。
のりものたんけんたい
2011年12月から『のりのり♪のりスタ』内に新設されたコーナー。『のりスタMax』時代は毎週1つの様々な新幹線を紹介した。乗り物関連のコーナーが放送されるのは『のりスタ は〜い！』終了以来3年8か月ぶり。
ポカポカおひさま絵本
絵本の読み聞かせを行うコーナー。2012年4月から2014年3月まで放送。
どのハムちゃんずがいちばんかな？
どのハムちゃんずが一番になるか当てるアニメ映像。
しんかんせん
『のりのり♪のりスタ』から『のりスタMax』まで放送された「のりものたんけんたい」の後設コーナー。毎週1つの様々な新幹線を紹介する。

### のりものスタジオ
のりもの大百科
ハンドルじいさんが乗り物について解説する。
のりものメガ百科
へにょろうがお姉さんと乗り物を探しながら冒険するドラマ仕様となったのりもの大百科。のりもの大百科の続編にあたるコーナーで、ハンドルじいさんが引き続き登場する。
のりもの55G（ゴーゴーグレート）
のりものメガ百科の続編。ハンドルじいさんが解説を担当し、じゅっぽとへにょろうも出演している。
のりものGOGOGO（ゴーゴーゴー）
のりもの55Gの続編。ハンドルじいさんが解説し、ひゃっぽとハンドルくんは大百科以来、じゅっぽは引き続き登場している。へにょろうは登場しない。
コンドウさんのスーパーマッハイングリッシュ
英語のコーナー。初回は動物園だったが、途中からジュースになっている。
ブロンコ・ブロンコ・ラリアット
英語のコーナー。ひゃっぽがブロンコに質問した後にリズムで英語を覚えるというもの。
アンディ&ブロンコ 英語はライバル
アンディとブロンコが対決して、それぞれ互いに違う英語を言って最後はそれを合わせて言うもの。
ロケット夫人の数えてあそばせ／ロケット夫人のおしえてたもれ
算数のコーナー。ご飯やカエルなど様々な物の数え方を勉強する。
かがやけ！しんごう3きょうだい
3人でレースをして1位になった一人が、その信号について説明する。
うたうたおう
音楽のコーナー。「くるまにあっく」など様々な歌が使用されている。
おもちゃ大陸 プトラパトラ
おもちゃの世界を舞台にしたドラマ。全52話。マコトくんとハルカちゃんが様々なおもちゃの車や列車たちと友達になる。行きと帰りの際に「ナンジャ・ペトラ・モンジャ・ピトラ・ラサラ・ポトラ・プトラ・パトラ」と呪文を唱える。ちなみに、おもちゃの国で写真やビデオで撮影した物は元の世界に戻ると消えるらしい。
また、登場する車や列車たちは実際にトミカやプラレールで発売されているが、途中から登場するブルーメタリックの500系新幹線のノゾミくんだけプラレールが発売されていない。なお、ゼット、ポット、シュッポは1999年にのりもの王国ブーブーカンカンのミニコーナーとして放送されていた『冒険アスファル島』からの続投キャラクター。
マコトくん
主人公。好奇心旺盛で元気だけがとりえのごく普通の男の子。おもちゃが大好き。食いしん坊。絵画が得意。ゼットと出会い、ハルカちゃんと共におもちゃの国を冒険する。
ハルカちゃん
演 - 尾高杏奈
もう一人の主人公。マコト君の近所に住む、しっかり者で気の強い女の子。絵は風景画の方が得意。マコト君とは正反対で最初はおもちゃに興味を示していなかったが、おもちゃの国を冒険していくうちに興味津々になる。
ゼット
声 - 池上麻里子
消防車のようなミゼット2。正義感が強い。第28話ではのりものの王様の護衛隊になったため、のりものの国を去っていった。
ポット
声 - 秋葉秋
パトカーのようなミゼット2で、ゼットの従兄弟。おしとやかで「…ですー」を語尾につけて話す。
シュッポ
声 - 河相智哉
蒸気機関車。一人称は「オラ」のひょうきん者で「ポ〜ッ！」が口癖。語尾は「…だっポ」。
ビートくん
イエローのスバル360の男の子。おもちゃ警察隊の見習い。第29話からゼット&ポットに代わって登場。
マックス隊長
おもちゃ警察隊の隊長を務める日産スカイラインの男性。男らしい性格だがドジなところもある。
ズッシー
レスキュー工作車で、真面目な性格のおもちゃ警察隊の隊員。
ハーディ
声 - 齋藤龍吾
黒いアメリカンミキサー車の男性。最初はあまりマックス隊長からよく思われてはいなかった。
ノゾミくん
ブルーメタリックの500系新幹線の男の子。新幹線だが中間車に車を載せることもできる。
のりチャン
のりスタの仲間たちが送るショートアニメ。
ハンドルくんのひみつ
ハンドルくんが視聴者に自分の秘密を教えるミニコーナー。ラストでひゃっぽに「何言ってたの？」と尋ねられ「何でもない」とごまかすのがお約束。
出前発進のりもロボV
のりもロボとヒカリがサカサマ団と戦う戦隊ドラマ。内容は主に人々を困らせるサカサマ団にヒカリたちが現れ、のりもロボが必殺技で懲らしめるというもの。
すすめ！てづくりはかせ
てづくり博士が子供たちと一緒に工作するミニコーナー。
昆虫ファイト
昆虫同士を戦わせるミニコーナー。

### のりスタ！
のりものブックのりブー
エンジンくんが乗り物について解説するコーナー。また、2択問題の「のりブークイズ」もある。なお、一部のシーンは前作ののりもの大百科～のりものGOGOGOから使いまわしている。
スーパートレインがんばりダッシュ
ダッシュが主人公の鉄道CGアニメ。様々な列車の仲間と繰り広げるギャグ要素が多い作品。一部のキャラクターや情景のCGはタカラの玩具「ポケトレイン」をモデルにしている。ちなみに、ダッシュやキャプテンゴールド以外はすべて実在する列車である。全37話で、最終回の第35話～第37話は前編・中編・後編に分けた長編となっている。初期の頃はダッシュが仲間の列車を紹介するエピソードが本編とは別に放送されていた。また、ダッシュが着ぐるみになってエンジンくんと共に実在する列車を紹介するコーナーもある。
先輩であるドクターイエローから頼みごとがあるとなんでも引き受けてしまう、頑張りやの見習いドクターである。
ダッシュはキャプテンゴールドに憧れていて、立派なレスキュートレインになれるよう毎日修行を重ねている。
また、ダッシュは「レスキューパーツ」と呼ばれる救援用パーツである「しょうぼうパーツ」や「こうさくパーツ」と連結することが出来る。トレインドクターの基地には3つの格納庫があり、赤の1番にしょうぼうパーツが、黄の2番にこうさくパーツが格納されている（ただし、青の3番は最後まで明かされないままに終わった）。レスキューパーツ登場以降はダッシュを応援するビデオを募集していた（YouTube配信版では応援映像はカットされている）。また、合体しなくとも「頑張る心」によって動かすことも可能である。また、このパーツはエンジンくんの解説で初登場している。
923けいでんききどうそうごうしけんしゃ
声 - 西本理一
ダッシュの先輩であるドクターイエロー。彼からは「先輩」と呼ばれている。キャプテンゴールドの仲間として彼に似た列車が大勢いる。仲間を紹介するエピソードでは、ダッシュに様々な頼みごとをするが、ダッシュがドジをして忘れるたびに「お前はおっちょこちょいだな！」などと怒るのがお約束となっていた。レスキューパーツ登場後の本編でも「ダッシュ、〇〇してくれたのはいいが、俺まで巻き込むな！！」などと怒るのがお約束になっている。ダッシュに対して厳しいがその分、ダッシュのことを人一倍気にかけている。
キャプテンゴールド
声 - 小山剛志
ダッシュがあこがれる伝説の列車。はるか昔、トレインシティの安全を守っており、大勢のドクターイエローを引き連れていた。他の列車より一回り大きく飛行や線路以外の走行も可能である。ダッシュのドジにはあきれているが、ダッシュの「頑張る心」を理解しており、ダッシュに「その心さえ持っていれば私に負けないレスキュートレインになれる」と助言する。
つばさくん
声 - 鈴木琢磨
E3系つばさの少年。口が悪くぶっきらぼうだが、小心者で寂しがりや。上り坂を嫌がって下り坂を走りたがったり、しょうぼうパーツを盗んだり、ダッシュをジェットコースターの線路に乗せたり、ダッシュに変装したりなど悪ガキのような一面も。ダッシュと一緒に悪ふざけをするなど悪友のような関係でもある。弟に400けいつばさくんがいる。
500けいくん
声 - 山口隆行
真面目で親切な性格。かくれんぼの最中にダッシュの後ろに隠れたり、ダッシュに空を飛ぶ方法を教えるなどさえている。基本的に敬語で話すが、たまに話さない回もある。
やまびこさん
声 - 宇垣秀成
二階建て新幹線E4系Max。豪快な親分肌だが、少しおせっかいでノリのいいところもある。
ラピートくん
声 - 堀本等
関西弁ののんきものの特急列車。トンネルの中がお気に入りで、一度トンネルの中で昼寝をしたせいでダッシュ達からお化けだと思われたことがある。工作パーツでコックピットの手前のプレート(鼻の付け根？)を曲げられたこともある。当初はダッシュから「さん」付けで呼ばれていたが、途中から「くん」付けで呼ばれている。
700けいくん
お人好しで誰にでも親切だが、キザな喋り方が特徴的。顔がカモノハシに似ている。
こまちちゃん
声 - 松来未祐
ダッシュと仲良しのE3系こまちの女の子。暑がり。ダッシュがドクターイエローと喧嘩した時は仲直りするよう後押しするなど心優しい性格。
DD51さん
ディーゼル機関車の男性。口調や声などから中年ぐらいとされる。
ぎんざせんさん
営団01系の男性。敬語口調で話す。一度、都会の線路を走るのが嫌になり、つばさ君と線路を入れ替えたことがある。ダッシュにこまちちゃんへの恋の指導をしたこともある。
300けいくん
声 - 小尾元政
300系新幹線の少年。潮風に吹かれるのを嫌う。
とでんちゃん
声 - 松山智美
都電の赤ちゃん。まだ赤ちゃんなので「でんでん」しか話せない。
やまのてせんくん
通勤電車の男性。仕事好きで休む間もない。ダッシュから「仕事も大事だけど休むのも大事」だと教わる。
レッドエキスプレスくん
485系電車の男性。南国出身で雪にあこがれている。「レッド」が口癖。
らいちょうさん
485系電車の女性。大人びた性格であり、上品な口調で話す。
イーストアイさん
声 - 平野俊隆
E926形の男性。東北訛りで話す。ドクターイエロー同様、ダッシュから「先輩」と呼ばれており、車両の状態を確認する機能を持つ。
しょうぼうパーツ
レスキューパーツの一つ。放水車が付いており、水を出すことで消火や汚れを落としたりする。また、ホースを使って水（お湯でもOK）を吸い上げることも可能。さらに水の勢いで空を飛ぶことも可能。水以外にも空気も発射できる。
こうさくパーツ
レスキューパーツの一つ。「ショベルハンド」と呼ばれる作業用のショベルと「グリップハンド」と呼ばれる2本爪のクレーンが付いており、前者は穴掘り、後者は重い荷物を持ち上げるのに活躍する。また、クレーンには「フィンガーハンド」と呼ばれる5本指のマジックハンドバージョンもあり、小さな物でも掴むことが可能。他にも勢いをつけることでジャンプもする。
ZoomZoo（ズーム・ズー）
動物の姿をした乗り物たちが主役のショートアニメ。ナレーションは遠藤久美子が担当。
フィネガン
声 - 三瓶
このアニメの主人公。キツネの飛行機で仲間たちのリーダー。元気で楽しいことが大好き。よく様々なアイデアを思いつくが、大胆すぎて仲間を驚かせることも。
トッパー
亀のヘリコプター。力持ちで頼りがいのある好々爺だが、ちょっと頑固なところもある。
ランディ
アライグマのモーターボート。勇敢で働き者だが、時々大胆な行動を取って仲間をハラハラさせる。
ハッピー
ハムスターの潜水艦。ランディのいとこ。思いやりがあるが恥ずかしがり屋。
ハンク
カバのトラック。荷物を運ぶのが大好きだが、ドジでいつもヘマばかりしている。
ローラ
羊のバン。優しくて食べ物を運ぶ。危険が嫌いで、安全第一をモットーにししている。
レット&エミ
サイのショベルカーとゾウのクレーン車の夫婦。レットは力持ちのムードメーカーで、エミはしっかり者。夫婦仲がいい。
キャス&デイトン
猫のクラシックカーと犬のアンティークカーの老夫婦。キャスはおしゃれ好きで、デイトンは悪ふざけが大好き。レット&エミ同様夫婦仲は良好だが、たまに喧嘩することも。
マリゴ
ネズミのレースカーで、キャス&デイトンの孫。レースが大好きで仕事をすっぽかして、走りすぎることもある。
ズズザザ
エイリアンとUFOが合体した謎の生物。イタズラ好きでよく問題ばかり起こすトラブルメーカー。水が苦手。

冒険！でぃーボーイ
　　
リズミーの のりのり♪ダンシング
リズミーが地球の子供と一緒にダンスをするコーナー。使用曲は『世界はピーポー』の替え歌バージョン『世界はリズミー』。2006年3月、番組のリニューアルに伴い、終了した。
ウキウキわんちゃんず
3匹の子犬（チョッピー、ゴーグル、プラン）とその飼い主のインコ（コロン）との日常の一コマを紹介するコーナー。2006年3月、番組のリニューアルに伴い、終了。

### のりスタは〜い！
べいやんのはらペコは〜い！
前者はべいやんが毎回お題にそったギャグを披露するコーナー。最後には「べいやんおんど」（作曲・歌：さきむらとしゆき）という音頭がある。後者はべいやんがいろんな具材を使ったおにぎりを紹介するグルメコーナー。
ダッシュののりものチェック
ダッシュが乗り物を紹介するコーナー。
ダッシュののりものチャレンジ
様々な乗り物や動物のくらべっこをするコーナー。公式YouTubeで配信されているバージョンではハム太郎の登場シーンがカットされている。
しゅっぱつ！のりものクイズ
1つの乗り物について紹介するコーナー。初期はクイズを出してすぐに正解を出していたが、途中からは5秒カウントしてから正解を出すようになった。そのため、クイズの問題数が減った。
のりものすご〜い！
働く乗り物を紹介するコーナー。解説はドンファンが担当。
あ〜うんめいべんとう
うまみ〜と、べんとうベンが、クラシックに合わせ歌を歌い、楽しい弁当を紹介する。
がっきーずーの歌（オープニングとエンディング）

### のりスタ1・2・3!
おしえてのっぽくん
ハムハムチャレンジ
ささっとアート
N-1グランプリ
キミこそめいたんてい！クイズ123!
この音な〜に？

### のりスタ100%
たべものな〜んだ？

ちがうのどっちっち？
3枚の写真のなかで1枚だけ違う写真がありそれを探すコーナー。
ひらがなおぼえちゃお！

### のりスタ ピッピー！
のりものなんだろう？
荷物の後ろに隠れている乗り物を少しずつ荷物を取っていって、何が隠れているのか当てるコーナー。そのあとに乗り物の紹介をする。ハム太郎が担当。
ちがうのど〜れだ？
3つの絵のなかから1つだけ違うものを当てる。ハム太郎が担当。
おもしろ！いきものずかん
毎回1つの生き物を紹介。ハム太郎とまいどくんが担当。
おしごとずかん
毎回1つの職業を紹介。そして毎回「カッコイイわざ」を紹介していく。職業に関しては飲食店が多かった。最終回では「テレビカメラマン」の紹介でおはスタの現場に潜入した。ハム太郎が担当。
ひらがなな〜に！
毎回1つのひらがなを紹介。何個かそのひらがなが頭につく言葉も紹介していく。

### のりのり♪のりスタ
えらんでどっちっち
2枚の絵から、ハム太郎が欲しがっているものを選ぶコーナー。ハム太郎が担当。
のりものブンブン！
毎回1つの乗り物を紹介。
ひみつのなまえ
毎回、決められた場所（台所など）にある物の名前を紹介する。カッピが担当。
ひらがなわ〜い！
毎回1つのひらがなを紹介していく。「ピッピー！」時代の「ひらがなな〜に？」に似ている。
きょうのおねがい
毎回1つの物（靴など）からのお願いを紹介。

### のりスタMax
とっとこハム太郎
『とっとこハム太郎』のキャラクターが登場するミニコーナー群を放送。

### のりスタNEO
おしえて！ネオきょうじゅ
2013年4月より新設されたコーナー。キャラクターデザインは漫画家の玖保キリコ。
ひらめきブック
2013年10月より新設されたコーナー。
ヘンリーどこかな？
2013年10月より新設されたコーナー。ヘンリーがどこにいるか当てるアニメ映像。

### のりスタE-ネ！
ひらめき工場
ハルカが身近にあるモノで、工作にチャレンジするコーナー。2014年4月から6月まで放送。
ネオきょうじゅのちょこっとずかん
物知りなネオきょうじゅが、図鑑を使ってちょこっと役立つ情報をみんなに教えてくれるコーナー。2014年4月から9月まで放送。
みんなでE-ネ！
英語が得意なお姉さん・ハルカ（春香クリスティーン）と、コーナーのキャラクターであるトークンが、様々な場所を訪れて、すぐに使える英語を紹介。体や表情を使って楽しく愉快に、英語に親しむことができるコーナー。
ひらめきミュージアム
2014年7月より放送。不思議な絵をよく見ると、みんなの知っている何かに変身。かたちを上手にとらえるためのコーナー。
コトリサンバ
オリジナルキャラクターであるコトリサンバが、大活躍するミニコーナー。
でぃおげねす騎士団
2014年10月より放送。司会は、まちるだ校長。吉本芸人が登場して授業を学ぶなど、大活躍するコーナー。
ネオきょうじゅのレッツトライクイズ
2014年10月より放送。物知りなネオきょうじゅが、図鑑を使ってクイズを出してみんながどの問題に挑戦するコーナー。

### コーナーアニメ
ボブとはたらくブーブーズ（en:Bob the Builder）
イギリスのアニメーション会社「ヒットエンターテインメント」が制作し、BBCで放送されているクレイアニメ。勿論、日本語に吹きかえられている。初期にはボブとはたらくブーブーズスペシャルとして延長したこともあった。本国ではCGアニメーションに移管し、新シリーズが続々製作されているものの、日本では『のりスタ100%』の最終回をもって放映を終了した。
ミラクルクレヨンのクレヨンまる
2001年に放送。
ZoomZoo
2002年に放送。
スーパートレインがんばりダッシュ
2003年に放送。
とっとこハム太郎 は〜い！
2006年4月から2008年3月まで『のりスタは〜い！』内に新設された5分アニメ。2000年7月から2006年3月まで放送された30分アニメ『とっとこハム太郎』の新作。2010年4月から2012年3月まで再放送された。
きかんしゃトーマス
『ボブとはたらくブーブーズ』と同じヒット社が制作している人形劇（『のりスタピッピー！』よりCGアニメに路線変更した）。『のりスタ1・2・3!』から『のりスタピッピー！』まで放送。2007年まではフジテレビ系の子供番組『ポンキッキ』で放送されていた。声の出演及び日本語版スタッフは、フジテレビ（フジテレビKIDS）版から全て変更されている。『のりスタピッピー！』最終回と同時に放送休止となった。2012年からはNHK Eテレにて放送再開している。
チェブラーシカ あれれ？
チェブラーシカを原作とする、2009年10月7日より放送された3分ほどのショートアニメ。放送開始当初は話終了後に歌にのせてスタッフロールが流れていたが、現在はタイトルの表示の際に少し書かれるが基本は共通のエンディングに表示されるようになった。
はっぴーカッピ
2011年4月6日から9月28日まで『のりのり♪のりスタ』内で放送。
リルぷりっ
2011年4月から2012年3月まで『のりのり♪のりスタ』内で放送。2010年4月から2011年3月まで放送された30分アニメ『ひめチェン！おとぎちっくアイドル リルぷりっ』の続編。
ズーブルズ
2011年10月5日から11月23日まで『のりのり♪のりスタ』内で放送。前後編2話で1エピソード。2012年2月5日から日曜朝9:00枠にて独立して放送した。
マジック・ツリーハウス
2011年12月から2012年3月まで『のりのり♪のりスタ』内で放送。2012年1月に公開される劇場版をナビゲート。
まみむめもんち
2011年10月から2014年3月まで『のりのり♪のりスタ』から『のりスタNEO』内までに放送した5分アニメ。2011年11月まで『ズーブルズ』と交互に放送していた。
パンパカパンツ
2012年4月から2014年3月まで『のりスタMax』「のりスタNEO」内で放送されたショートアニメ。
リボンちゃん
2012年4月から2013年3月まで『のりスタMax』内で放送。リボンシトロン（ポッカサッポロ）のキャラクター「リボンちゃん」を題材にしたショートアニメ。2013年4月から5月まで再放送され、2013年6月から9月まで第2期が放送された。
ロボカーポリー
2014年4月から9月まで『のりスタE-ネ！』内で放送。2013年4月から2014年3月まで放送された15分アニメ『ロボカーポリー』の続編。

## プレゼント
『ボブとはたらくブーブーズ』終了後に番組に送られてきた子供達のイラストが紹介される（以前はエンディングに紹介されていた）。紹介された投稿者にはキャラクターグッズがもらえる。『のりスタ1・2・3!』になってからは、きかんしゃトーマスの関連グッズが多かった。

## 主題歌

### 各シリーズ共通
『世界はピーポー』
作詞：のりーぽんⅠ世 / 作曲・編曲：渡部チェル / 歌：ASACO
全シリーズを通してOPとして使われていた。また、歌詞の一部である掛け声の部分はシリーズごとに変化する（のりものスタジオでは「ひゃっぽーい！」、のりスタ！では「フィーバー！」など）。
本編では1番のみ使用されているが、フルバージョンでは3番まである。

### 音楽のコーナー
『くるまにあっく』（のりものスタジオ）
乗り物を紹介するラップ。ひゃっぽがダンスするバージョンもある。
『しーしーしずかに』（のりものスタジオ）
『えかきうた』（のりものスタジオ）
ひゃっぽ・ハンドルくん・ハンドルじいさんの絵描き歌。曲調は同じだが、ハンドルじいさんの場合はハンドルくんの歌詞を一部流用している。キャラクターの手足はおさじとしゃもじで表現されている。
『ぼくはまってるよ』（のりスタ！）
メットくんがエコちゃんに捧げるラブソング。

### のりスタピッピー！
ED『らららら RUN』 [2010.4 - 2011.3]
作詞：ささがわいさむ / 作曲・編曲：酒井陽一 / 歌：アリエル・ハム太郎
アリエルとハム太郎が歌を担当。ダンスを織り交ぜて英語を紹介した曲。

### のりのり♪のりスタ
ED『のりのり♪のりスタ！』 [2011.4 - 2012.3]
作詞：Noria / 作曲・編曲：酒井陽一 / 歌：Noria（のりあ）
歌はNoria（のりあ）が担当。ここで視聴者から送れられてきたイラストを紹介するようになった。また、この曲はオープニングでも使用されている。

### のりスタMax
OP『ニューワールド』 [2012.4 - 2013.3]
歌はMamoru（まもる）が担当。
ED『はやぶさスーパースター』 [2012.4 - 2012.9]
歌はMamoru（まもる）が担当。
ED『おぼえよう！しんかんせん！』 [2012.10 - 2013.3]
歌は同じくMamoru（まもる）が担当。この曲は2012年4月から9月まで新幹線ソングとして使用される。

### のりスタNEO
オープニングテーマ『オープン ア ブック』
作詞 ： 藤林聖子 / 作曲 ： 高取ヒデアキ / 編曲 ： 籠島裕昌 / 歌 ： 田野アサミ
エンディングテーマ『はてはて？一週間』
作詞・作曲・編曲 ： 井手コウジ / 歌 ： PaniCrew

### のりスタE-ネ！
ED『笑顔がE-ネ！』 [2014.4 - 2015.3]
歌は田野アサミが担当。番組の終わりにハルカがミニ英語を語っている。

## 放送局

### 番組終了時点でのネット局
| 放送地域      | 放送局         | 放送日時         | 放送系列       | 備考                                           |
| ------------- | -------------- | ---------------- | -------------- | ---------------------------------------------- |
| 関東広域圏    | テレビ東京     | 水曜 7:30 - 8:00 | テレビ東京系列 | 製作局                                         |
| 北海道        | テレビ北海道   | 水曜 7:30 - 8:00 | テレビ東京系列 |                                                |
| 愛知県        | テレビ愛知     | 水曜 7:30 - 8:00 | テレビ東京系列 | 不明 - 2009年10月2日は金曜 8:00 - 8:30に放送。 |
| 大阪府        | テレビ大阪     | 水曜 7:30 - 8:00 | テレビ東京系列 |                                                |
| 岡山県 香川県 | テレビせとうち | 水曜 7:30 - 8:00 | テレビ東京系列 |                                                |
| 福岡県        | TVQ九州放送    | 水曜 7:30 - 8:00 | テレビ東京系列 |                                                |
| 奈良県        | 奈良テレビ     | 火曜 7:30 - 7:59 | 独立局         |                                                |

### 途中打ち切りのネット局
| 放送地域 | 放送局             | 放送終了        | 放送系列       | 備考                     |
| -------- | ------------------ | --------------- | -------------- | ------------------------ |
| 静岡県   | テレビ静岡         | 2009年10月25日  | フジテレビ系列 |                          |
| 福島県   | 福島中央テレビ     | 不明            | 日本テレビ系列 | 福島テレビへ放映権移行。 |
| 福島県   | 福島テレビ         | 2009年10月27日  | フジテレビ系列 |                          |
| 宮城県   | 東日本放送         | 2009年10月31日  | テレビ朝日系列 |                          |
| 広島県   | 広島ホームテレビ   | 2009年12月20日  | テレビ朝日系列 |                          |
| 長野県   | 長野放送           | 2010年3月29日   | フジテレビ系列 |                          |
| 日本全域 | キッズステーション | 2010年2月中旬頃 | CS放送         |                          |
| 岐阜県   | 岐阜放送           | 2013年4月9日    | 独立局         | MAXまで放送              |
| 青森県   | 青森朝日放送       | 不明            | テレビ朝日系列 |                          |
| 秋田県   | 秋田テレビ         | 不明            | フジテレビ系列 |                          |
| 滋賀県   | びわ湖放送         | 不明            | 独立局         |                          |
| 愛媛県   | 愛媛朝日テレビ     | 不明            | テレビ朝日系列 |                          |